# Alessandra Caribe Moura
Pour les articles homonymes, voir Caribe et Moura (homonymie).
Alessandra Caribe Moura est une karatéka brésilienne surtout connue pour avoir remporté la médaille de bronze en kata individuel féminin aux championnats du monde de karaté 2004 à Monterrey, au Mexique.

## Résultats
| Résultat           | Date             | Épreuve         | Catégorie | Compétition                     | Ville hôte                                |
| ------------------ | ---------------- | --------------- | --------- | ------------------------------- | ----------------------------------------- |
| Médaille de bronze | 18 novembre 2004 | Kata individuel | Seniors   | Championnats du monde 2004      | Monterrey, au Mexique                     |
| Médaille de bronze | 2006             | Kata individuel | Seniors   | Championnats panaméricains 2006 | Saint-Domingue, en République dominicaine |